# Nacelle
En nacelle eller vindmøllehus/vindmøllehat rummer alle de komponenter i en vindmølle, der genererer strøm inklusive generator, gearkasse, drivaksel, og bremser.
En bemærkelsesværdig funktion, er at der på nogle off-shore vindmøller findes en platform bygget oven på nacellen, til at fire servicepersonale og deres værktøjer ned på fra en helikopter, der svæver over den. Vindmøllerotorer stoppes og låses, før personale fires ned på eller samles op fra platformen.
- Nacelle transporteres til opsætningsstedet
- Det 12 tons tunge maskineri installeres 60 m oppe i en nacelle
- Udbrændt Vestas-nacelle ved Kokkenborgvej syd for Arrild

En nacelle er også en strømlinet container til flydele såsom motorer, brændstof eller udstyr.

## Etymologi
Som mange andre luftfarts-udtryk kommer ordet fra fransk, i dette tilfælde fra ordet for en lille båd.